# 中華民國—亞塞拜然關係
中華民國與亞塞拜然共和國無正式外交關係，目前也沒有在對方首都互設具大使館功能的代表機構。對亞塞拜然的相關事務由臺北莫斯科經濟文化協調委員會駐莫斯科代表處兼轄。

## 政治

### 外交

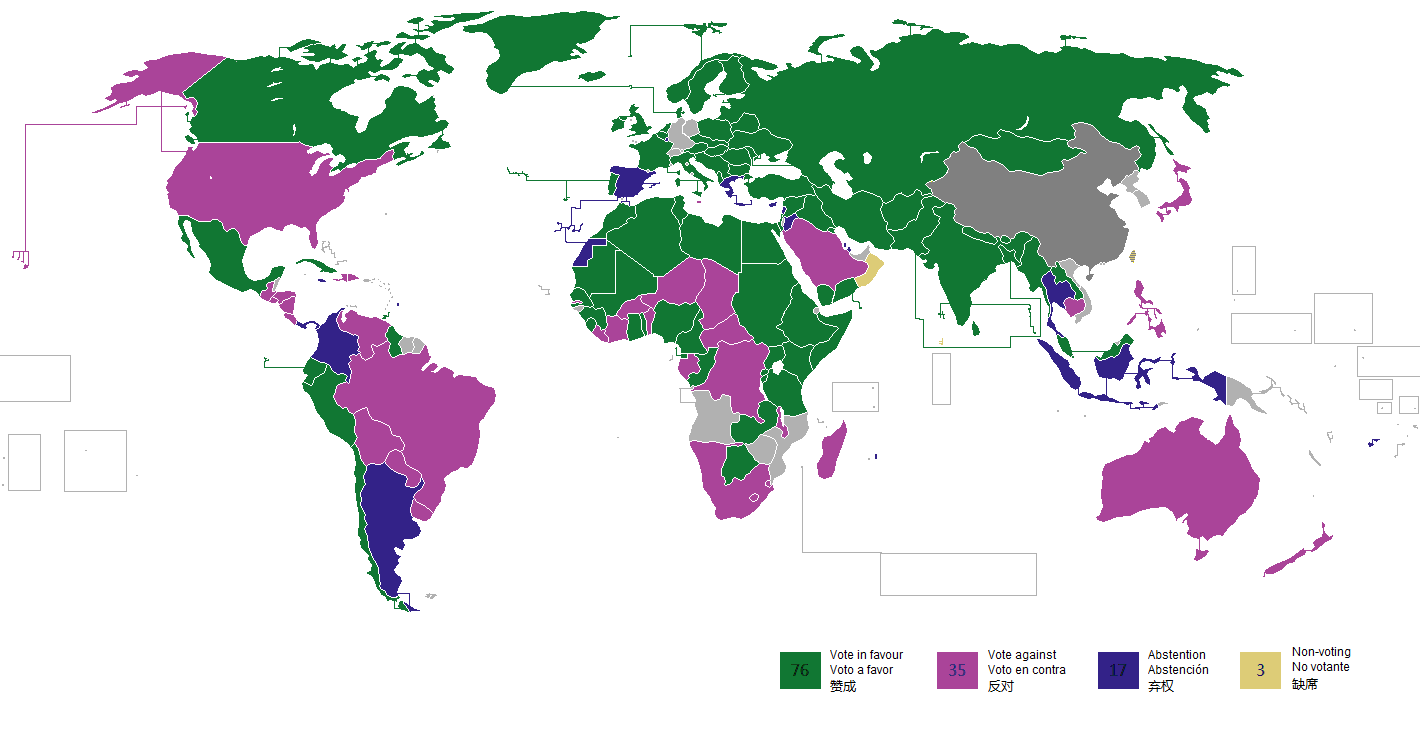
綠色國家表示在1971年的投票中反對中華民國續留聯合國，即《聯合國大會2758號決議》，亞塞拜然當時是蘇聯的加盟共和國（亞塞拜然蘇維埃社會主義共和國），由蘇聯作為主權國家參與投票。

1998年，亞塞拜然國家獨立黨主席馬梅道夫（Etibar Mammadov）等人抵台訪問。
2015年5月，臺北莫斯科經濟文化協調委員會駐莫斯科代表處代表陳俊賢前往亞塞拜然出席「第48屆亞洲開發銀行理事會年會」，並會見該國資訊部部長與商工會人士。

## 經濟

### 貿易
| 年分 | 貿易總額      | 貿易總額 | 貿易總額 | 出口至亞塞拜然 | 出口至亞塞拜然 | 出口至亞塞拜然 | 自亞塞拜然進口 | 自亞塞拜然進口 | 自亞塞拜然進口 | 順逆差  |
| 年分 | 金額          | 年增減   | 排名     | 金額           | 年增減         | 排名           | 金額           | 年增減         | 排名           | 順逆差  |
| ---- | ------------- | -------- | -------- | -------------- | -------------- | -------------- | -------------- | -------------- | -------------- | ------- |
| 2017 | 708,125,879   | ▼30.1%   | 48       | 1,698,714      | ▼14.0%         | 166            | 706,427,165    | ▼30.1%         | 36             | 逆差▼   |
| 2018 | 1,208,625,450 | ▲70.7%   | 41       | 3,658,894      | ▲115.4%        | 152            | 1,204,966,556  | ▲70.6%         | 30             | 逆差▲   |
| 2019 | 730,927,912   | ▼39.5%   | 46       | 3,211,218      | ▼12.2%         | 161            | 727,716,694    | ▼39.6%         | 37             | 逆差▼   |
| 2020 | 58,819,869    | ▼92.0%   | 96       | 3,913,199      | ▲21.9%         | 153            | 54,906,670     | ▼92.5%         | 80             | 逆差▼   |
| 2021 | 146,752,965   | ▲149.5%  | 85       | 4,744,696      | ▲21.2%         | 153            | 142,008,269    | ▲158.6%        | 65             | 逆差▲   |
| 2022 | 237,480,631   | ▲61.8%   | 74       | 6,588,954      | ▲38.9%         | 139            | 230,891,677    | ▲62.6%         | 57             | 逆差▲   |
| 2023 | 5,088,511     | ▼97.9%   | 164      | 5,062,848      | ▼23.2%         | 146            | 25,663         | ▼100.0%        | 197            | 順差 -- |
| 2024 | 5,166,978     | ▲1.5%    | 164      | 5,142,908      | ▲1.6%          | 142            | 24,070         | ▼6.2%          | 199            | 順差▲   |

2023年的兩國貿易項目如下：
出口至亞塞拜然的前10大項目為：電話機（包括智能手机），以及其他傳輸或接收聲音、圖像之有線或无线网络通訊器具；碟片、磁带、固態非揮發性儲存裝置、智慧卡與其他錄音或錄製之媒體；特定用途機器之零件與附件；金屬加工用綜合加工機、單體結構機與多站聯製機；手用扳手與扳鉗、有無把手之可互換扳手套筒；離心分離機、液體或氣體過濾與淨化機具；自動資料處理機及其附屬單元、磁性或光學閱讀機；無線電廣播或电视之傳輸器具、攝影機、数码相机；特殊物品，含出口未超過5萬新臺幣之小額報單與其他零星物品；理化分析用儀器與器具、計量或檢查粘性、多孔性、膨脹性、表面张力與類似性能之儀器與器具、計量或檢查熱量、音量或光之儀器與器具、理化分析用切片機等。
自亞塞拜然進口的前10大項目為：未发酵與未加酒精之果汁與蔬菜汁；不論是否動力操作之手工具或機床之可互換工具；坚果或乾果實之混合物；特殊物品，含進口未超過5萬新臺幣之小額報單與其他零星物品等。

### 投資
截至2023年6月，兩國無相互直接投資紀錄。

## 簽證

持中華民國護照的中華民國國民簽證要求分布圖：入境亞塞拜然需要簽證。

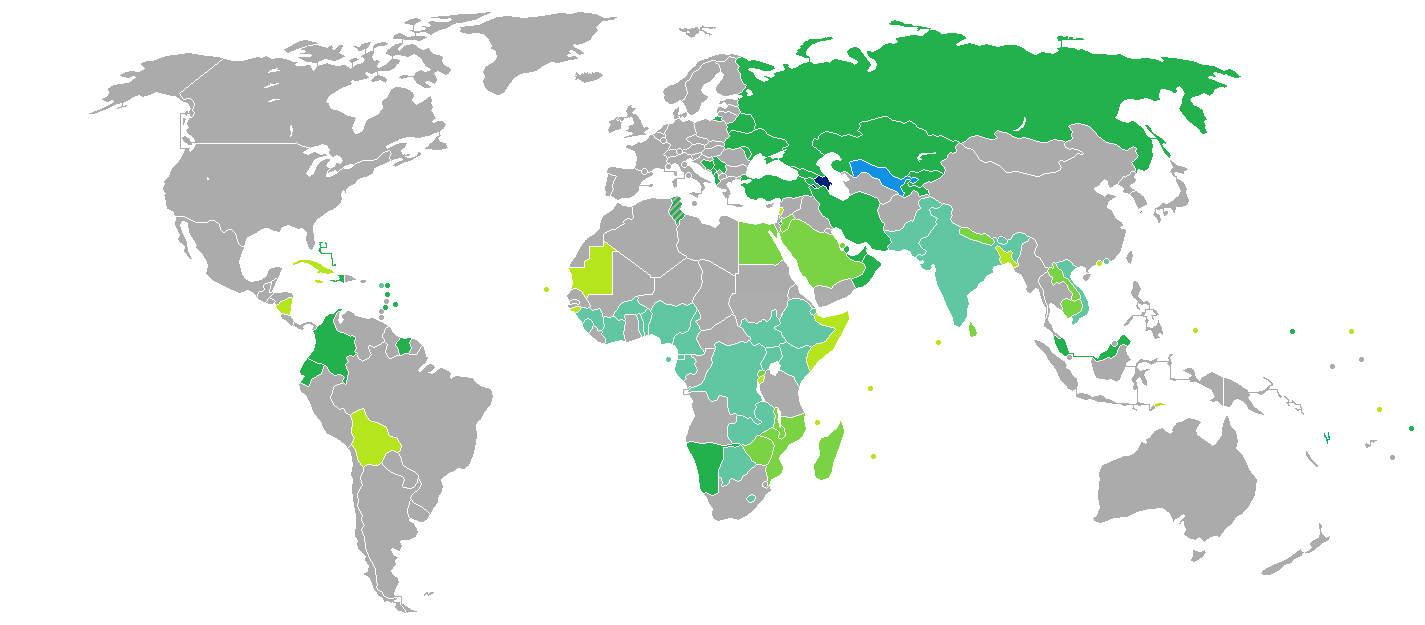
持亞塞拜然護照的亞塞拜然人口簽證要求分布圖：入境中華民國需要簽證。

兩國國民皆須申請簽證方可入境對方國家。亞塞拜然政府對中華民國政府並非友善，持有中華民國護照的中華民國國民取得該國簽證具相當難度，且亞塞拜然的電子簽證系統，其申請人國籍未列入中華民國或臺灣等選項，因此無法使用。護照上有亞美尼亞入出境章戳或貼有亞美尼亞簽證，可能被嚴格審查或拒絕入境。另亞塞拜然有禁止持中華民國護照入境的案例。
持有亞塞拜然護照的亞塞拜然國民抵台參加由中央政府機關主辦、協辦或贊助之國際會議、運動賽事、商展或其他活動，則可以電子簽證入境中華民國，停留最多30天並不得延期。

## 交通

### 航空

#### 客運
兩國無直航班機，可經由（不計航點遠近，截至2023年6月14日）：
- 台北→北京-首都、西安[註 1]（包機飛亞塞拜然）、烏魯木齊、德里、杜拜、伊斯坦堡、倫敦、巴黎、羅馬、米蘭、法蘭克福、維也納、布拉格（2023年7月18日開航臺北），再轉機前往亞塞拜然的國際機場。
- 高雄→北京-首都→亞塞拜然。

## 外部連結
- 中華民國外交部－亞塞拜然共和國簡介 （页面存档备份，存于）
- 台北莫斯科經濟文化協調委員會駐莫斯科代表處
- 外交部領事事務局－國外旅遊警示分級表
- 中華民國衛生福利部－國際旅遊疫情建議等級
- 中華民國國際經濟合作協會 （页面存档备份，存于）